# Binnensalzstelle Rethriehen
Binnensalzstelle Rethriehen este o arie protejată (arie specială de conservare — SAC, sit de importanță comunitară — SCI) din Germania întinsă pe o suprafață de 9 ha, integral pe uscat.

## Localizare
Centrul sitului Binnensalzstelle Rethriehen este situat la coordonatele 53°02′45″N 8°45′25″E / 53.0458°N 8.7569°E.

## Înființare
Situl Binnensalzstelle Rethriehen a fost declarat sit de importanță comunitară în mai 2005 pentru a proteja un număr necunoscut de specii din flora spontană și fauna sălbatică aflate în arealul zonei. Situl a fost protejat și ca arie specială de conservare în decembrie 2014.

## Biodiversitate
Situată în ecoregiunea atlantică, aria protejată conține 1 habitat natural: Pășuni continentale udate de apa mării.
La baza desemnării sitului se află un număr nedeclarat de specii protejate.
Pe lângă speciile protejate, pe teritoriul sitului au mai fost identificate 5 specii de plante.